# Guy Laliberté
Guy Laliberté, OC, CQ (* 2. September 1959 in Québec) ist ein kanadischer Künstler, Milliardär, Weltraumtourist und Gründer des Cirque du Soleil.

## Leben
Schon als Jugendlicher spielte Laliberté Akkordeon und Mundharmonika in der Folk-Band La Gueule du loup. Mit 18 Jahren reiste er durch Europa und verdiente sich seinen Lebensunterhalt als Straßenkünstler, unter anderem als Jongleur und Feuerschlucker.
Zurück in Kanada schloss er sich 1979 der Stelzenläufergruppe Les Echassiers De Baie-Saint-Paul an. Ab Juli 1982 organisierte er Auftritte der Künstlergruppe La Fēte Foraine in der Provinz Quebec.
1983 erhielt Laliberté von der Provinzregierung 1,5 Millionen Dollar, um für die 450-Jahr-Feier von Quebec eine Straßenveranstaltung in mehreren Städten zu organisieren. Hierzu gründete er zusammen mit Daniel Gauthier den Cirque du Soleil, der auch nach dem Jubiläumsjahr weiter bestand und durch Kanada tourte. Ab 1987 folgten Auftritte in Las Vegas, Santa Monica und San Diego. Der Cirque du Soleil erweiterte sich anschließend in mehrere Gruppen, die sowohl auf Tourneen gingen, als auch in eigens dafür erbauten Theatern auftraten.
Der Cirque du Soleil, der auf klassische Zirkuselemente wie Manege und Tiere verzichtet, war ein großer kommerzieller Erfolg und wurde ein Konzern mit mehreren Tausend Angestellten auf mehreren Kontinenten. Im Jahr 2000 zahlte Laliberté seinen Partner Gauthier aus und hielt seitdem 95 % der Anteile des Konzerns. 2008 verkaufte er 20 % an die Istithmar (arabisch für Investment), eine Private-Equity-Firma aus Dubai, sowie an Nakheel Properties, ein Immobilienunternehmen aus Dubai. Im April 2015 verkaufte er die Kontrollmehrheit an die texanische Beteiligungsgesellschaft TPG Capital. Guy Laliberté behält einen Minderheitsanteil von 10 %.
Guy Laliberté war zumindest im Jahr 2009 einer der vermögendsten kanadischen Unternehmer. Er stand damals auf Platz 261 der Liste der vermögendsten Menschen der Welt der Zeitschrift Forbes. Bis 2019 sank er auf Platz 2057 ab.

### Poker

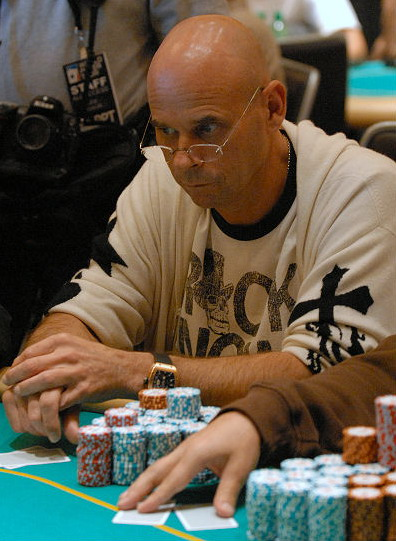
Laliberté bei der World Poker Tour im Hotel Bellagio (2007)

Ende April 2007 erreichte Laliberté beim Five Star World Poker Classic, dem Main Event der World Poker Tour, im Hotel Bellagio am Las Vegas Strip den Finaltisch. Er belegte den vierten Platz und gewann ein Preisgeld in Höhe von knapp 700.000 US-Dollar. Im Juli 2012 organisierte Laliberté für die World Series of Poker das bis dahin teuerste Pokerturnier weltweit namens The Big One for One Drop. Das Buy-in betrug eine Million US-Dollar pro Spieler. Von jedem Buy-in kamen 111.111 US-Dollar der One Drop Foundation zugute. Laliberté selbst erreichte bei dem Turnier den Finaltisch und erhielt für seinen fünften Platz knapp 2 Millionen US-Dollar. Das Turnier wurde auch 2014 bei der WSOP ausgetragen und auch 2018 war es Teil des Turnierplans. Im Oktober 2016 wurde das Event in Monte-Carlo ausgespielt und war mit seinem Buy-in von einer Million Euro das bis dahin teuerste Pokerturnier weltweit. Zudem organisierte Laliberté für die WSOP das High Roller for One Drop und Little One for One Drop, von deren Buy-ins ebenfalls Spenden an die One Drop Foundation gehen.
Laliberté spielte zudem online auf der Plattform Full Tilt Poker unter den Nicknames lady marmelade, patatino und noatima, verlor dort aber rund 26 Millionen US-Dollar. Er nahm an der vierten Staffel des Pokerfernsehformats High Stakes Poker teil, bei dem sich zeitweise über 5 Millionen US-Dollar auf dem Tisch befanden.

### Weltraumtourist
Am 4. Juni 2009 gab das Unternehmen Space Adventures bekannt, dass Guy Laliberté an Bord des russischen Raumschiffs Sojus TMA-16 als Weltraumtourist zur Internationalen Raumstation ISS fliegen wird. Laliberté nennt diesen Flug eine Poetic Social Mission – eine poetisch soziale Aufgabe. Der Start erfolgte am 30. September 2009, die Rückkehr am 11. Oktober 2009 mit Sojus TMA-14.
Er nutzte den Flug ins Weltall auch zur Werbung für das Wasser-Projekt „One Drop“. So nahm er während des Raumfluges symbolisch einen Tropfen Wasser zu sich. Mit weltweit ausgestrahlten Fernsehauftritten am 10. Oktober unterstützen ihn verschiedene internationale Künstler und Prominente. Der Ausflug kostete etwa 23,7 Mio. Euro und fand anlässlich seines fünfzigsten Geburtstages statt.

## Vermögen
Sein Privatvermögen wurde von Forbes 2012 auf 2,6 Milliarden US-Dollar geschätzt. In den darauffolgenden Jahren sanken die Schätzungen leicht, bis auf eine Milliarde US-Dollar im Jahr 2019.
2021 wurde sein Vermögen von Forbes auf 1,2 Milliarden US-Dollar geschätzt. Andere Schätzungen beziffern sein Vermögen auf bis zu 2,6 Milliarden US-Dollar.

## Soziales
Laliberté ist Gründer der Stiftung One Drop Foundation, die sich zum Ziel gesetzt hat, jedem Menschen Zugang zu sauberem Trinkwasser zu ermöglichen. Lalibertés finanzieller Beitrag beläuft sich dabei auf 100 Millionen Dollar, ein weiterer Träger ist die Hilfsorganisation Oxfam.

## Ehrungen
- Ehrendoktor der Universität Laval (Québec) (2008)
- Entrepreneur des Jahres (2007)
- Order of Canada (2004)
- Ordre national du Québec (1997)

Laliberté wurde 2004 vom Time magazine zu den 100 einflussreichsten Persönlichkeiten gezählt.